# Trigonidium waimea
Trigonidium waimea är en insektsart som beskrevs av Otte, D. 1994. Trigonidium waimea ingår i släktet Trigonidium och familjen syrsor. Inga underarter finns listade i Catalogue of Life.